# 컬럼 지향 DBMS
컬럼 지향 DBMS(Column-oriented DBMS)는 데이터 테이블을 로우(row)가 아닌 컬럼(column)으로 저장하는 데이터베이스 관리 시스템(DBMS)이다. 컬럼 스토어 대 로우 스토어의 실질적인 사용은 관계형 DBMS 세계에서는 차이가 거의 없다. 컬럼과 로우 데이터베이스 둘 다 데이터를 로드하고 쿼리를 수행하기 위해 SQL과 같은 전통 데이터베이스 쿼리 언어를 사용할 수 있다. 로우와 컬럼 데이터베이스 모두 공통 추출, 변환, 적재(ETL), 데이터 시각화 도구를 위해 데이터를 서비스하기 위해 시스템 내의 백본이 될 수 있다. 그러나 데이터를 로우가 아닌 컬럼으로 저장함으로써 데이터베이스는 로우에서 원치 않은 데이터를 스캔하고 버리는 일 없이 질의에 답변하기 위해 더 정확하게 데이터에 접근할 수 있다.